# Фернандеш, Матеуш
Мате́уш Гонса́лу Эспа́нья Ферна́ндеш (порт. Mateus Gonçalo Espanha Fernandes; родился 10 июля 2004) — португальский футболист, полузащитник клуба «Саутгемптон».

## Клубная карьера
Уроженец Ольяна, Матеуш начал футбольную карьеру в академии местного клуба «Ольяненсе». В 2016 году присоединился к футбольной академии лиссабонского «Спортинг». В октябре 2022 года подписал с клубом профессиональный контракт до 2027 года. 22 октября 2022 года дебютировал в основном составе «Спортинга» в матче португальской Примейры против клуба «Каза Пия», выйдя на замену Мануэлю Угарте. Четыре дня спустя дебютировал в Лиге чемпионов УЕФА в матче против английского клуба «Тоттенхэм Хотспур».
29 августа 2023 года отправился в аренду в клуб «Эшторил-Прая» до конца сезона 2023/24.

## Карьера в сборной
Выступал за сборные Португалии до 18, до 19, до 20 лет и до 21 года.